# Володимирська церква (Шостка)

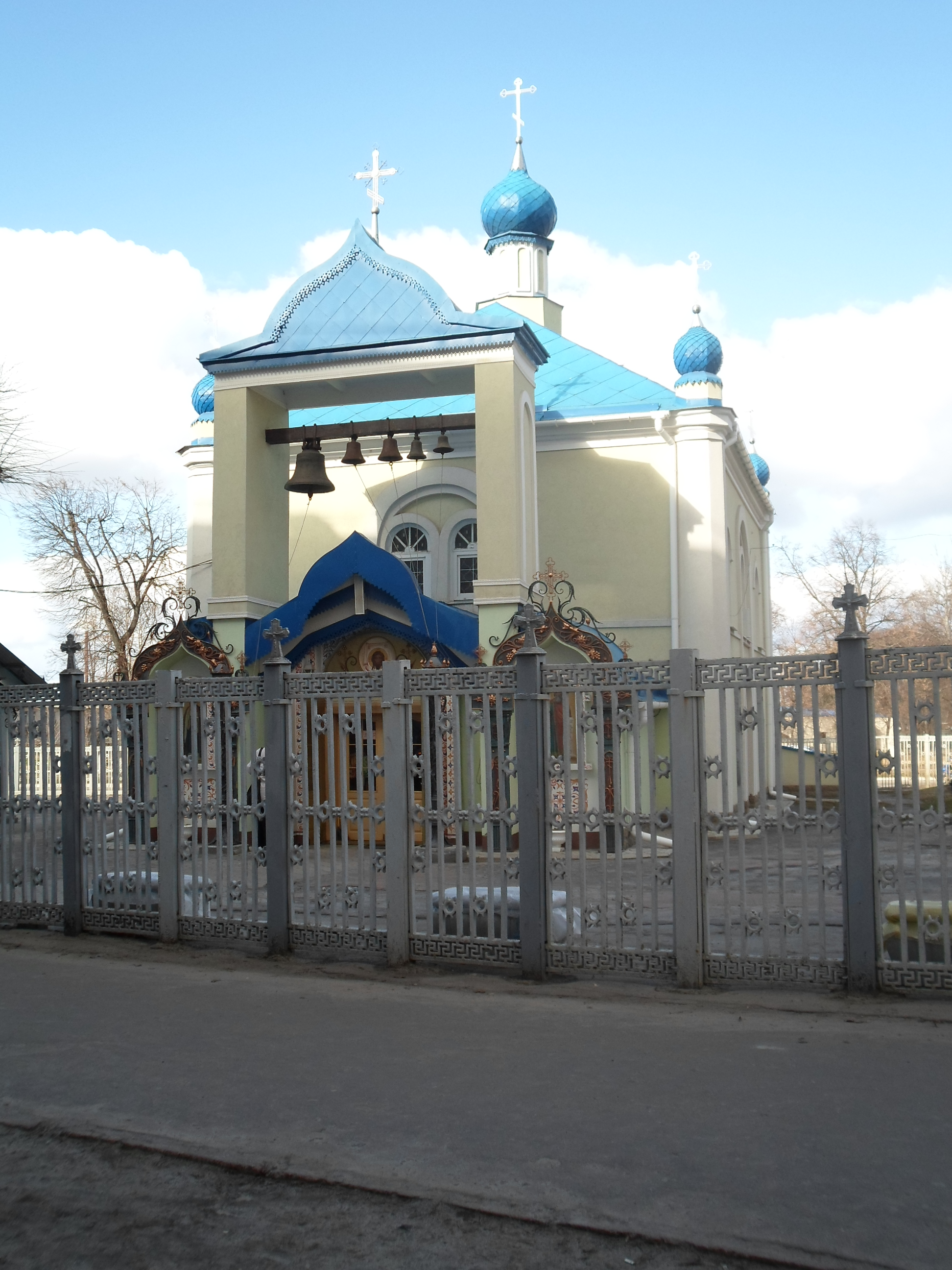

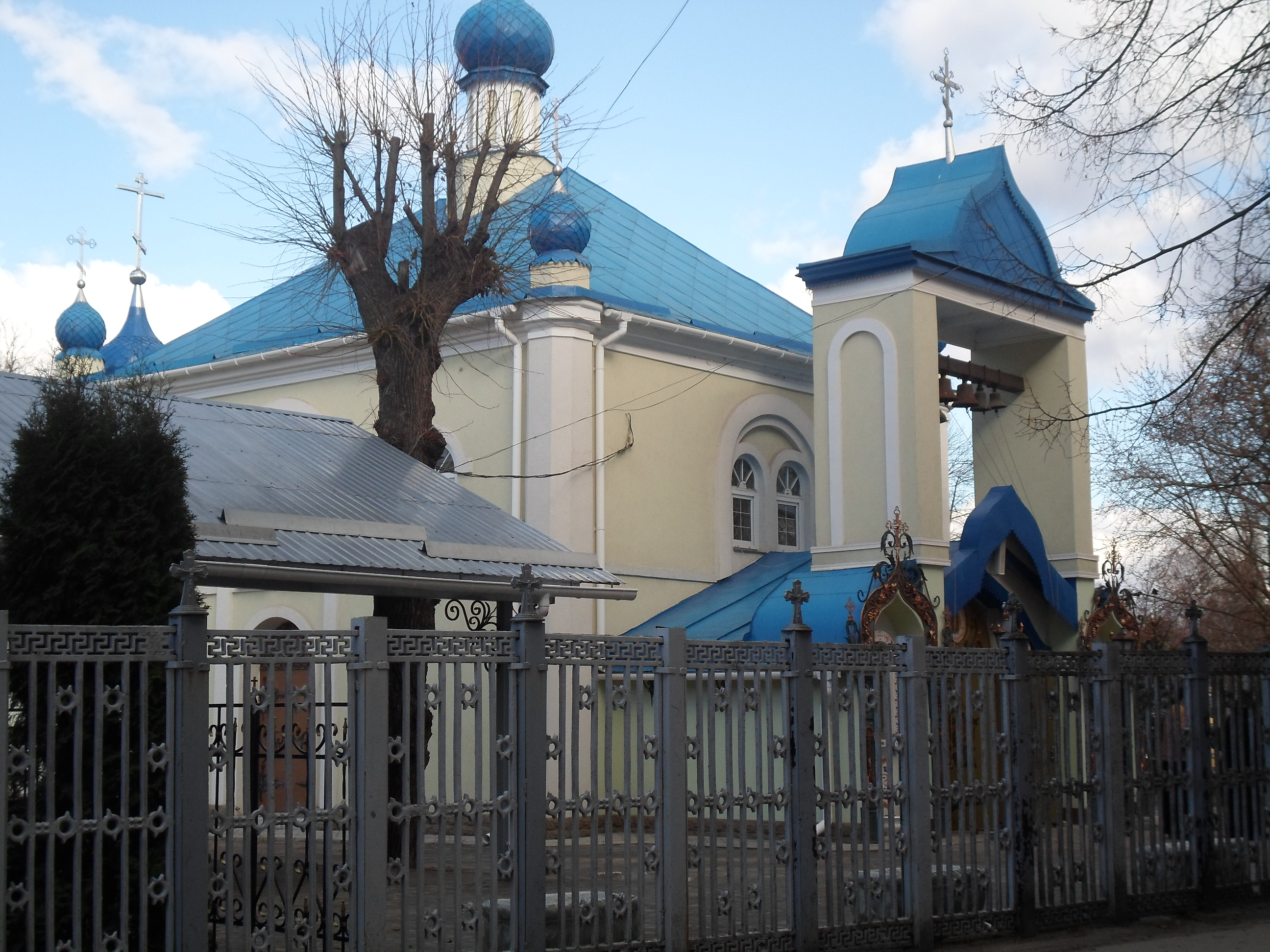

Володимирська церква в місті Шостка — православний храм, збудований в 1883 році, освячений у пам'ять рівноапостольного князя Володимира. Приналежить УПЦ.

## Історія
Невелика мурована церква стоїть у центральній частині міста між парком (зі сходу) й масивом 5-поверхової житлової забудови (з заходу). Біля східного фасаду будівлі у 1989 р. прокладено автомагістраль. Будівлю оточують високі дерева, що дещо навіюють композиційну роль церкви як архітектурного акценту в забудові. Збудовано як кладовищенську каплицю в 1883 р. Пізніше вівтар розширили, згодом (орієнтовно в 1950-х рр.) до нього зі сходу прибудували комірчину для поховального інвентаря.
Під вівтарною частиною є невеликий однокамерний підвал. Нині будівля є парафіяльний храмом. Церква дводільна, складається з прямокутних у плані нави і вівтаря, з'єднана трьома арковими отворами. Вівтар нижчий, ніж нава, комірчина — ще нижча. З заходу да нави прилягає мініатюрний дерев'яний вхідний тамбур. Наріжники нави акцентовані гранчастими пілонами, які раніше увінчувалися цибулястими маківками на високих шиях (не збереглися).
Наву вінчає високий чотиригранний наметовий дах з глухим ліхтарем і маківкою. У зовнішніх формах будівлі чітко виявлено ієрархічність архітектурних форм, послідовне наростання мас до центрального верху.

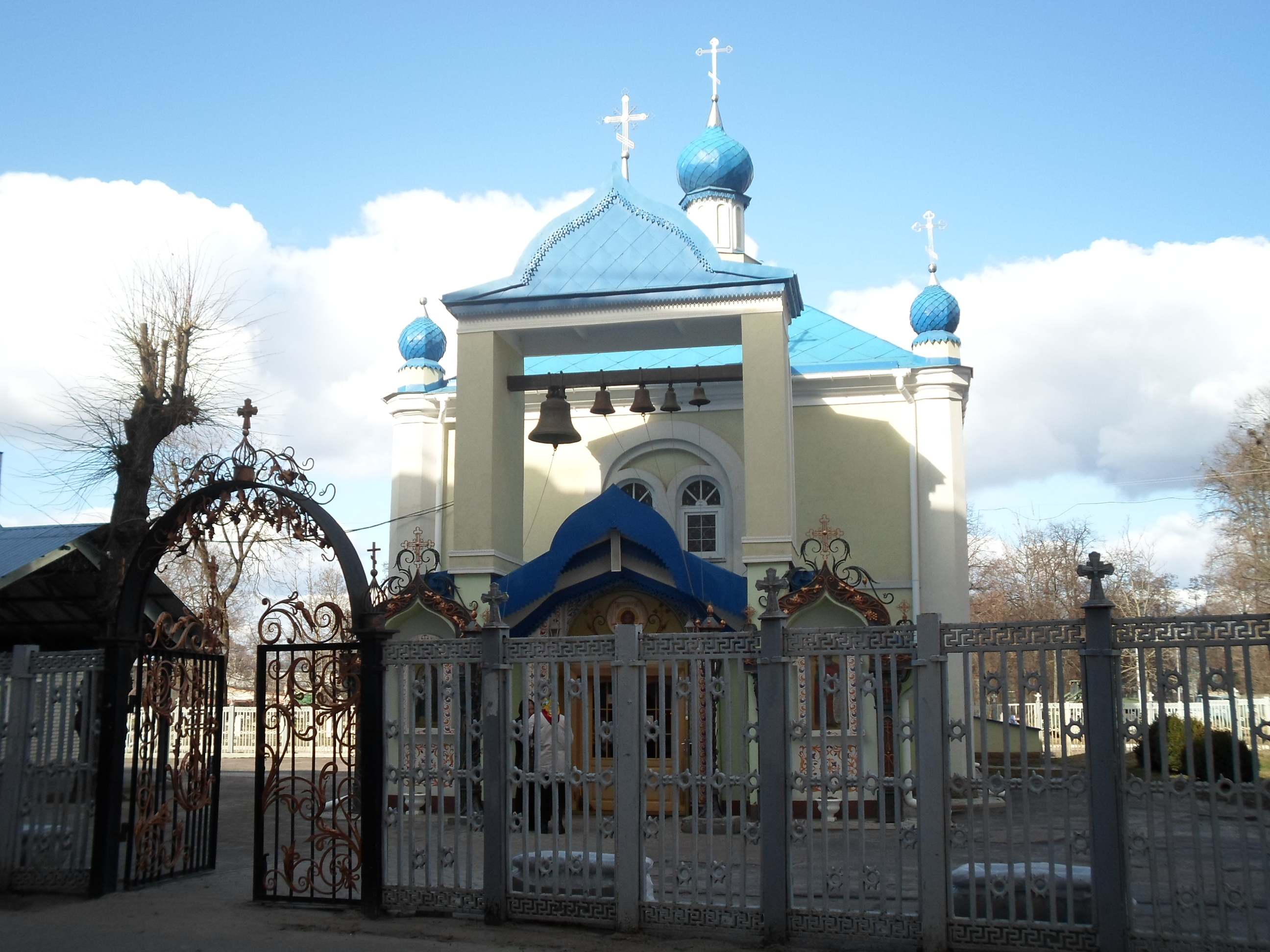

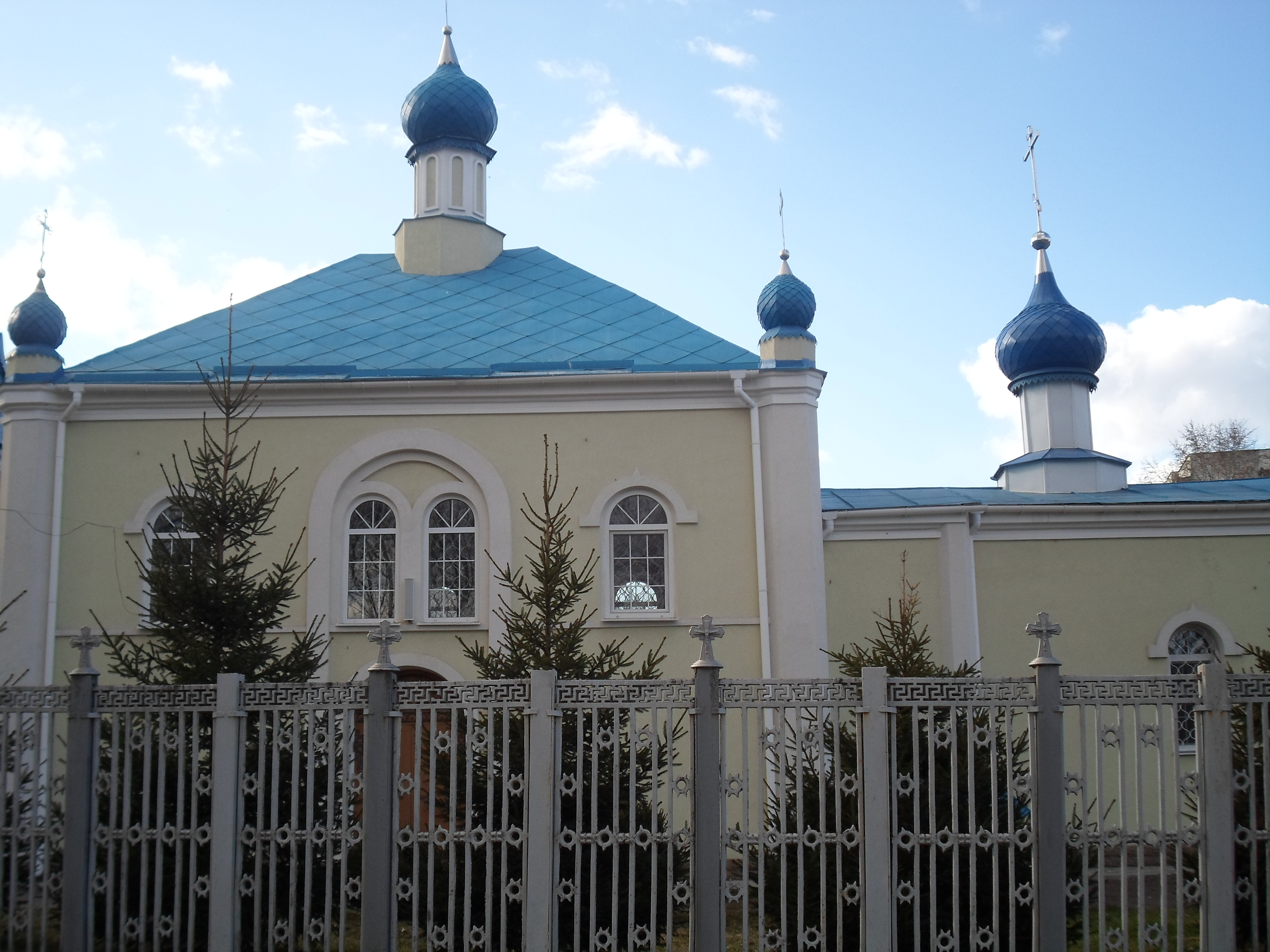

## План церкви
У загальній композиції та в декорі пам'ятки послідовно застосовані архітектурні форми неоруського стилю: вікна посередині прясел стін вирішено у вигляді біфоріїв, аркові вікна обмальовані архівольтами з килевидним завершеннями.
В інтер'єрі декор і розписи не збереглися. Західну половину нави займають хори, влаштовані по дерев'яних балках. На них ведуть сходи, розміщені в північно-західному кутку нави. Усі стелі плоскі, підшиті дошками. Первісно нава й вівтар перекривалися цегляними склепіннями.
Церква збудована з місцевої цегли на вапняно-піщаному розчині, потинькована й побілена. Щипцеві й наметовий дахи влаштовані по дерев'яних кроквах і укриті покрівельною сталлю.

## Внесок
Володимирська церква у Шостці має значну історико-архітектурну цінність як одна з небагатьох мурованих каплиць, уцілілих на Сумщині, а також єдина старовинна церковна будівля, що збереглася в Шостці. Її виявлено й обстежено у 1990 р., включено до Зводу пам'яток історії та культури України (том «Сумська область»), після чого поставлено на державний облік як пам'ятку архітектури й містобудування місцевого значення з охоронним № 329-См.